# Liste der Fließgewässer im Flusssystem Unkenbach
Die Liste der Fließgewässer im Flusssystem Unkenbach umfasst alle direkten und indirekten Zuflüsse des Unkenbaches, soweit sie namentlich auf der Topographischen Karte 1:10000 Bayern Nord (DK 10) oder im Kartenservicesystem des Bayerischen Landesamts für Umwelt (LfU) aufgeführt werden. Namenlose Zuläufe und Abzweigungen werden nicht berücksichtigt. Wenn sich der Gewässername nach dem Zusammenfluss zweier Gewässerabschnitte ändert, werden die beiden Zuflüsse als Quellzuflüsse separat angeführt, ansonsten erscheint der Teilbereichsname in Klammern. Die Längenangaben werden auf eine Nachkommastelle gerundet. Die Fließgewässer werden jeweils flussabwärts aufgeführt. Die orografische Richtungsangabe bezieht sich auf das direkt übergeordnete Gewässer.

## Unkenbach
Der Unkenbach ist ein knapp 26 km langer, linker bzw. östlicher Nebenfluss des Mains.

## Zuflüsse
Direkte und indirekte Zuflüsse des Unkenbaches
- Kufenbrunn (rechts)
- Bimbach (rechts)
  - Kühseegraben (links)
- Traustadter Unkenbach (Treppach, Helmsbach[1]) (rechts)
- Moorgraben (links)

- Grettstadter Graben (rechts)
- Moorgraben (links)
- Froschbach (rechts)

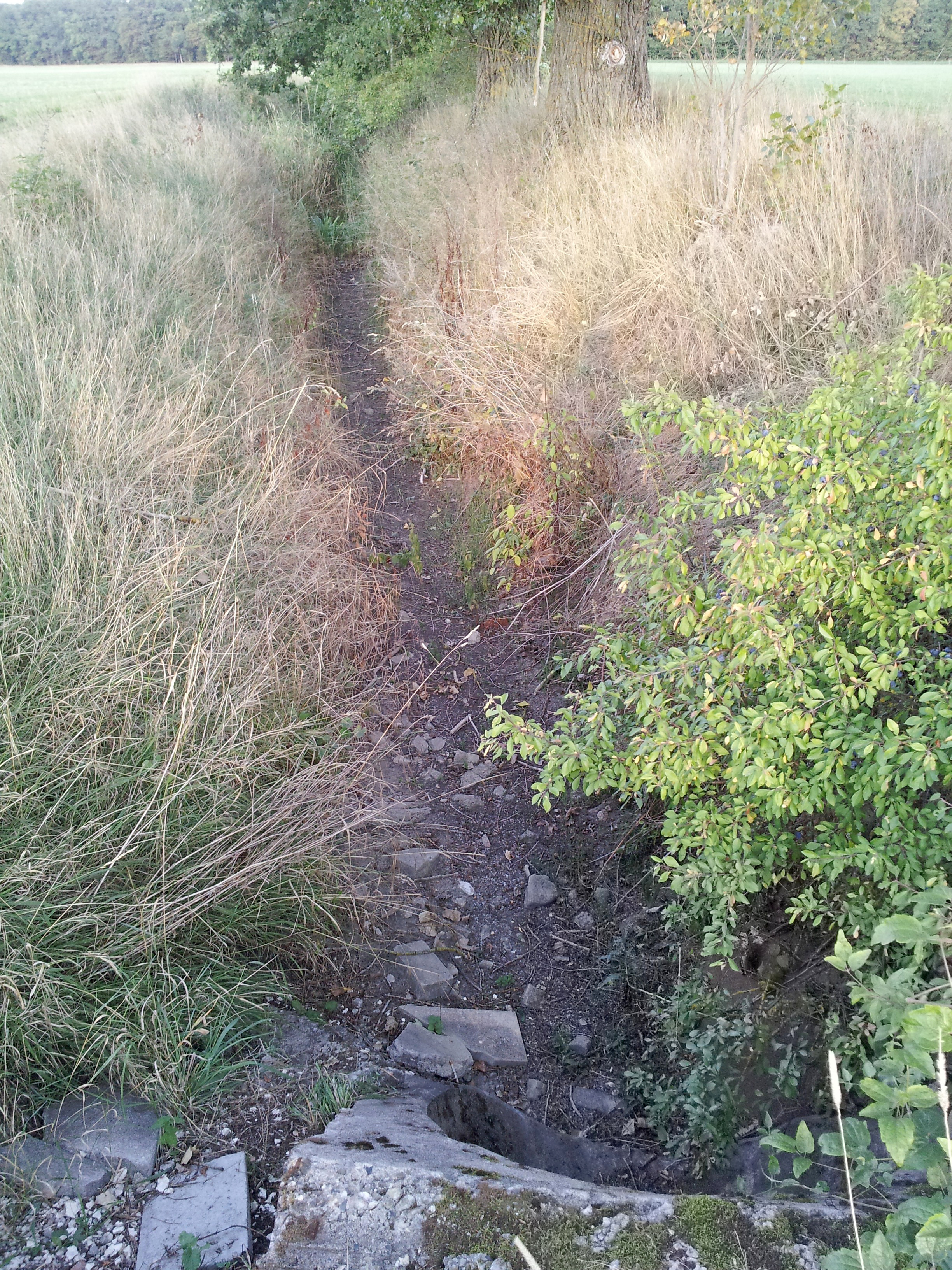
Grettstadter Graben

  - Gundelsbach (Grenzgraben) (rechts)
    - Flößerriedgraben[2]
- Unterseegraben (rechts)

- Hirtenbach (Wetzgraben) (rechts)
  - Wethgraben (linker Quellbach)
    - Wetzgraben (rechts)
    - Kührasen-Pointgraben (rechts)
    - Wölfelsbach (rechts)

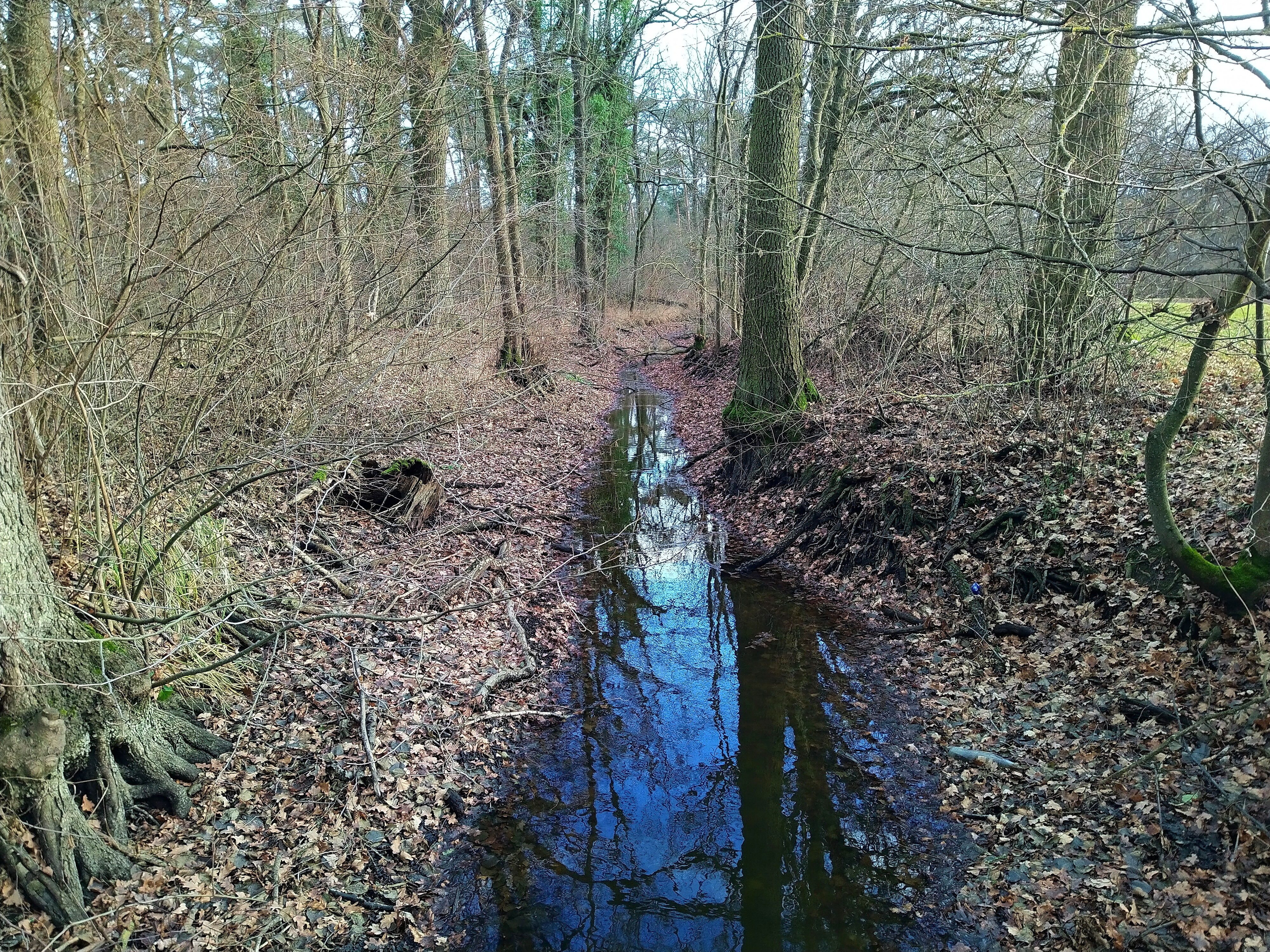
Hirtenbach

  - Hügel-Pointgraben (rechter Quellbach)

- Ellerngraben[3] (rechts)
- Gerngraben (links)
- Heidenfelder Mühlbach (links)

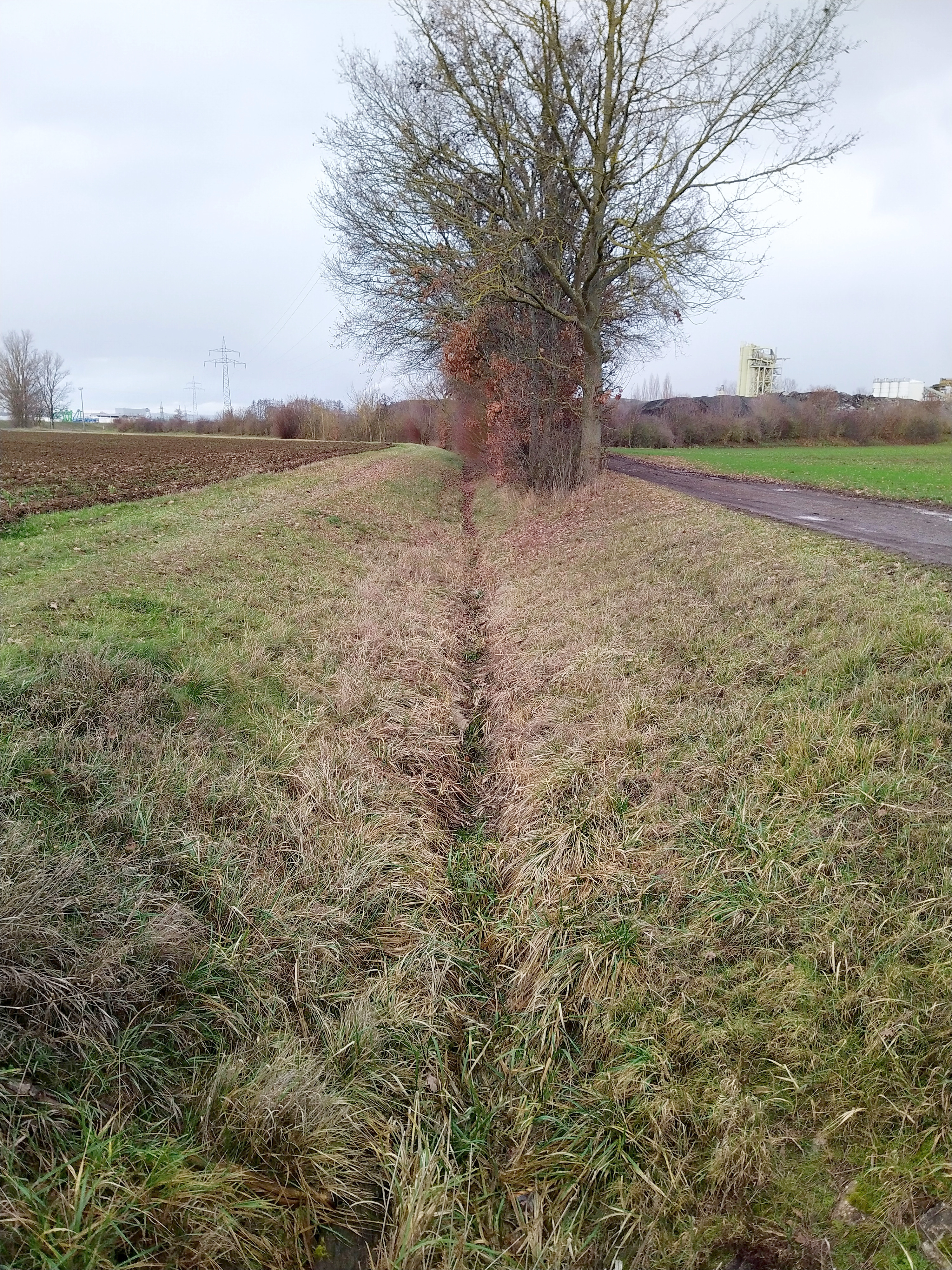
Ellerngraben

  - Brückenwasengraben (rechter Quellbach)
    - Armutsgraben (rechts)

  - Kochbrunnenbach (linker Quellbach)